# Джордж Бенсон
Джордж Бенсон (англ. George Benson; нар. 22 березня 1943 року) — американський музикант, десятикратний лауреат премії «Ґреммі», чия музична кар'єра джазового гітариста розпочалась у 21-річному віці. Він знаний також як поп-музикант, R&B та скет-співак. Цей колишній вундеркінд досяг найвищого рейтингу у Billboard 200 1976 року завдяки потрійному золотому диску, «Breezin'». У 1980-х роках у Великій Британії його концерти наживо мали велику популярність. Бенсон використовує подібну техніку гри руху мелодії в октаву, що використовували такі музиканти циганського джазу, як Джанго Рейнарт.

## Життєпис

### Початок кар'єри
Бенсон народився і виростав у Hill District (Піттсбург, Пенсільванія). У 7-річному віці Бенсон спершу грав на гавайській гітарі (укулеле) на розі аптеки, заробляючи кілька доларів. Коли йому було 8, він грав на гітарі в незареєстрованому нічному клубі по п'ятницях і суботах увечері, який невдовзі закрила поліція. У 10-річному віці Джордж записав свій перший сингл на студії «RCA-Victor» у Нью-Йорку, за назвою «She Makes Me Mad».
Бенсон ходив у середню школу Коннеллі, яку так і не закінчив. Проте в юному віці він навчився виконувати інструментальний джаз граючи кілька років з органістом Джеком Макдаффом. Коли Джордж мав 21 рік, він записав свій перший альбом як керівник гурту «The New Boss Guitar», відвівши важливе місце МакДаффові. Наступним записом Бенсона став «It's Uptown with the George Benson Quartet», в якому взяли участь Lonnie Smith на органі та Ronnie Cuber на саксофоні-баритон. Потім Бенсон також грав у «The George Benson Cookbook» разом з Лонні Смітом, Ронні Кубером на саксофоні й ударником Маріоном Букером.
У середині 1960-х років Майлз Девіс запросив Бенсона на запис Columbia головної гітарної партії у композиції «Paraphernalia» в альбомі «Miles in the Sky» (1968). Опісля Бенсон записувався на Verve Records. Відтак він уклав угоду з CTI Records, де записав чимало альбомів із зірками джазу, але від цього мав невеликий прибуток. Бенсон також записав версію альбому «Abbey Road» 1969 року, гурту The Beatles. Цей альбом він назвав «The Other Side of Abbey Road», який видав того ж 1969 року, a також версію пісні «White Rabbit», яку скомпонував і записав десь у той же період сан-франциський рок-гурт Jefferson Airplane.

### 1970-ті та 1980-ті
У другій половині 1970-х, коли Бенсон записував для Warner Bros. Records, велика аудиторія почала вперше відкривати для себе цього музиканта. Починаючи з композиції «Breezin'» 1976 року, Бенсон почав додавати свій голос до таких композицій, як «This Masquerade». На початку кар'єри він нечасто використовував вокал у своїх композиціях, єдиним винятком була пісня «Here Comes the Sun» з альбому «Other Side of Abbey Road» в його виконанні. «Breezin'» був визначним альбомом в історії поп-музики — першим джазовим твором, який визнано платиновим, а це стало першою вказівкою, що невдовзі в музиці мали відбутися зміни. У 1976 році Бенсон вирушив у гастрольне турне зі співачкою соулу, Minnie Riperton, якій на початку того ж року було поставлено смертельний діагноз — рак груді. «This Masquerade» здобув премію «Ґреммі» за найліпший запис року, і твір «On Broadway», записаний через два роки (1978 рік), з альбому «Weekend in L.A.», також здобув «Ґреммі». У 1960-х, 70-х і 80-х Бенсон теж працював з Фредді Губбардом над кількома його альбомами.
Першим, хто скористався плодами цієї надзвичайної командної праці, був Бенсон, а першим офіційним виданням з ярликом Qwest Records став видатний поп-альбом Бенсона «Give Me The Night». Цей альбом увійшов у першу десятку чарту поп та R&B завдяки пісні «Give Me the Night», продюсером якої став Квінсі Джонс, до того майже незнаний молодшим слухачам. Ще важливішим стало те, що Квінсі Джонс заохотив Бенсона зробити чесний музичний самоаналіз для подальшого вокального натхнення, і він наново розкрив для себе та захопився Нетом Коулом, Реєм Чарлзом і Донні Гатевеєм у процесі, який вплинув на низку подальших вокальних альбомів у 1990-х. Хоча Бенсон невдовзі повернувся до свого способу гри джазу на гітарі, значно пізніше ця тема знову відобразилася в його альбомі «Absolute Benson», виданому 2000 року, на обкладинці котрого було виділено одну з найвідоміших пісень Донні Гатевея, «The Ghetto». Бенсон здобув ще три платинових і два золоті альбоми. Він також записав початкову версію пісні «Greatest Love of All» для біографічного художнього фільму (1977) Мухамеда Алі — «The Greatest», яку пізніше записала Вітні Х'юстон і яка стала назвою альбому. Водночас Бенсон здійснював записи з німецьким композитором Claus Ogerman.. У 1979 році Джордж Бенсон змінив свій релігійний світогляд, ставши членом громади Свідків Єгови.

### Подальша і сучасна кар'єра
У 1985 році Бенсон та гітарист Чет Аткінс потрапили в чарт хітів смут-джазу зі своєю спільною працею «Sunrise». Одна з двох пісень цього дуету була видана на диску Аткінса «Stay Tuned». У 1992 році Бенсон з'являється на альбомі Jack McDuff «Colour Me Blue». Бенсон побував у гастрольному турне з Al Jarreau в Америці, Південній Африканській Республіці, Австралії та Новій Зеландії, щоб розкрутити їхній альбом «Givin' It Up» (2006 рік). Він грав під час святкувань другого «Кубка Мусону» в Тренгану 2006 року, а також у 2007 році, під час 50-ї річниці Мердека в Малайзії, разом з Жарро. У травні 2008 року Бенсон уперше взяв участь у марокканському фестивалі «Мавазін».
Для відзначення довготривалих стосунків Бенсоном з фірмою Ibanez і в честь 30-річної співпраці з Ibanez GB-10, Ibanez створив модель GB30TH, яка була видана в дуже обмеженій кількості та вирізнялася позолотним оздобленням, натхненим японськими композиціями Ґарагаку. Організація National Endowment of the Arts у 2009 році визнала Бенсона Майстром джазу, що є найвищою відзнакою в джазі на державному рівні. 25 липня 2009 року Бенсон виступав на 49-му Охридському літньому фестивалі в Македонії. Його шоу на честь Нета Кінґа Коула — за назвою «An Unforgettable Tribute to Nat King Cole» — увійшло в програму Стамбульського міжнародного джазового фестивалю 27 липня в Туреччині. Восени 2009 року Бенсон завершив запис нового альбому «Songs and Stories», для якого співпрацював Marcus Miller, продюсер — Джон Барк, та сесійні музиканти Девід Пейч і Стів Лукатер, Лі Рітенаур. Щоб популяризувати альбом «Songs and Stories» (вид. «Concord Music Group»/«Monster Music»), Бенсон приймав запрошення і виконував композиції з цього альбому на The Tavis Smiley Show, Jimmy Kimmel Live! і Late Night with Jimmy Fallon.
Бенсон провів[коли?] гастрольне турне, популяризуючи свій останній альбом «Songs and Stories» («Concord Music Group»/«Monster Music»).
У 2010 році гастролі Бенсона проходять у Північній Америці, Європі та в країнах Тихоокеанського басейну.

## Дискографія

### Альбоми
| Рік  | Альбом                                            | U.S. Pop | U.S. R&B | U.S. Jazz | Лейбл                 |
| ---- | ------------------------------------------------- | -------- | -------- | --------- | --------------------- |
| 1964 | George Benson/Jack McDuff                         | —        | —        | —         | Prestige              |
| 1964 | The New Boss Guitar                               | —        | —        | —         | Prestige              |
| 1965 | Benson Burner                                     | —        | —        | —         | Columbia              |
| 1966 | It's Uptown                                       | —        | —        | —         | Columbia              |
| 1966 | «The George Benson Cookbook»                      | —        | —        | —         | Columbia              |
| 1966 | Willow Weep for Me                                | —        | —        | —         | CBS                   |
| 1967 | Blue Benson                                       | —        | —        | 23        | Verve                 |
| 1968 | Giblet Gravy                                      | —        | —        | —         | Verve                 |
| 1968 | Goodies                                           | —        | —        | —         | Verve                 |
| 1969 | Shape of Things to Come                           | —        | 38       | 11        | A&M                   |
| 1969 | Tell It Like It Is                                | 145      | 43       | 16        | A&M                   |
| 1969 | «The Other Side of Abbey Road»                    | 125      | 18       | —         | A&M                   |
| 1970 | I Got a Woman & Some Blues                        | —        | —        | —         | A&M                   |
| 1971 | Beyond the Blue Horizon                           | —        | —        | 15        | CTI                   |
| 1972 | White Rabbit (album)\|White Rabbit}}»             | —        | —        | 7         | CTI                   |
| 1973 | Jazz on a Sunday Afternoon, Vol. 1                | —        | —        | —         | Accord                |
| 1973 | Jazz on a Sunday Afternoon, Vol. 2                | —        | —        | —         | Accord                |
| 1973 | Witchcraft                                        | —        | —        | —         | Jazz Hour             |
| 1973 | Body Talk                                         | —        | —        | 10        | CTI                   |
| 1974 | Bad Benson                                        | 78       | —        | 1         | CTI                   |
| 1976 | Good King Bad                                     | 51       | 18       | 3         | CTI                   |
| 1976 | Benson & Farrell                                  | 100      | 27       | 3         | CTI                   |
| 1976 | «Breezin'»                                        | 1        | 1        | 1         | Warner Bros.          |
| 1977 | In Concert-Carnegie Hall                          | 122      | 43       | 6         | CTI                   |
| 1977 | In Flight                                         | 9        | 2        | 1         | Warner Bros.          |
| 1978 | Space Album                                       | —        | —        | —         | CTI                   |
| 1978 | «Weekend in L. A.»                                | 5        | 1        | 1         | Warner Bros.          |
| 1979 | «Livin' Inside Your Love»                         | 7        | 4        | 1         | Warner Bros.          |
| 1979 | Take Five                                         | —        | —        | —         | CTI                   |
| 1980 | Cast Your Fate to the Wind                        | —        | —        | —         | CTI                   |
| 1980 | «Give Me the Night»                               | 3        | 1        | 1         | Warner Bros.          |
| 1981 | GB                                                | —        | —        | —         | CTI                   |
| 1981 | «The George Benson Collection»                    | 14       | 5        | 1         | Warner Bros.          |
| 1983 | In Your Eyes                                      | 27       | 6        | 1         | Warner Bros.          |
| 1983 | Pacific Fire                                      | —        | —        | —         | CTI                   |
| 1984 | 20/20                                             | 45       | 20       | 3         | Warner Bros.          |
| 1984 | Live in Concert                                   | —        | —        | —         | Design                |
| 1985 | The Electrifying George Benson                    | —        | —        | —         | Affinity              |
| 1986 | While the City Sleeps…                            | 77       | 21       | 8         | Warner Bros.          |
| 1987 | Collaboration (with Earl Klugh)                   | 59       | 28       | 1         | Warner Bros.          |
| 1988 | Twice the Love                                    | 76       | 17       | 10        | Warner Bros.          |
| 1989 | Tenderly                                          | 140      | —        | 1         | Warner Bros.          |
| 1990 | Big Boss Band                                     | —        | —        | 3         | Warner Bros.          |
| 1991 | Midnight Moods                                    | —        | —        | —         | Warner Bros.          |
| 1992 | The Essence of George Benson                      | —        | —        | —         | Columbia              |
| 1993 | Love Remembers                                    | —        | 50       | 1         | Warner Bros.          |
| 1994 | The Most Exciting New Guitarist on the Jazz Scene | —        | —        | —         | Sony                  |
| 1995 | The Best of George Benson                         | —        | —        | 14        | Warner Bros.          |
| 1996 | California Dreamin'                               | —        | —        | —         | Sony                  |
| 1996 | Lil Darlin'                                       | —        | —        | —         | Thunderbolt           |
| 1996 | That's Right                                      | 150      | 33       | 1         | GRP                   |
| 1998 | «Standing Together»                               | —        | 47       | 1         | GRP                   |
| 1998 | Masquerade                                        | —        | —        | —         | Thunderbolt           |
| 1999 | The Masquerade Is Over                            | —        | —        | —         | Jazz Hour             |
| 2000 | Live at Casa Caribe                               | —        | —        | —         | Columbia River        |
| 2000 | Absolute Benson                                   | 125      | 24       | 1         | GRP                   |
| 2001 | All Blues                                         | —        | —        | —         | Bianco                |
| 2002 | Blue Bossa                                        | —        | —        | —         | Prestige Elite        |
| 2002 | After Hours                                       | —        | —        | —         | Universe              |
| 2003 | Irreplaceable                                     | —        | —        | —         | GRP                   |
| 2003 | The Greatest Hits of All                          | 138      | 74       | 3         | Rhino                 |
| 2004 | Golden Legends Live                               | —        | —        | —         | St. Clair             |
| 2005 | Jazz After Hours with George Benson               | —        | —        | —         | Performax             |
| 2005 | Best of George Benson Live                        | —        | —        | 4         | GRP                   |
| 2006 | Givin' It Up (with Al Jarreau)                    | 58       | 14       | 1         | Monster Music/Concord |
| 2009 | Songs And Stories                                 | 96       | 15       | 1         | Monster Music/Concord |

### Сингли
| Рік  | Назва                                                  | US  | US R&B | UK |
| ---- | ------------------------------------------------------ | --- | ------ | -- |
| 1975 | «Supership»                                            | —   | —      | 30 |
| 1976 | «This Masquerade»                                      | 10  | 3      | —  |
| 1976 | «Breezin'»                                             | 63  | 55     | —  |
| 1977 | «Everything Must Change»                               | —   | 34     | —  |
| 1977 | «Nature Boy»                                           | —   | —      | 26 |
| 1977 | «Gonna Love You More»                                  | 71  | 41     | —  |
| 1977 | «The Greatest Love of All»                             | 24  | 2      | 27 |
| 1978 | «On Broadway»                                          | 7   | 2      | —  |
| 1978 | «Lady Blue»                                            | —   | 39     | —  |
| 1979 | «Love Ballad»                                          | 18  | 3      | 29 |
| 1979 | «Unchained Melody»                                     | —   | 55     | —  |
| 1980 | «Give Me the Night»                                    | 4   | 1      | 7  |
| 1980 | «Love X Love»                                          | 61  | 9      | 10 |
| 1981 | «Love All the Hurt Away» (з Аретою Франклін)           | 46  | 6      | —  |
| 1981 | «Turn Out the Lamplight»                               | —   | 33     | —  |
| 1981 | «What's On Your Mind»                                  | —   | —      | 45 |
| 1981 | «Turn Your Love Around»                                | 5   | 1      | 29 |
| 1982 | «Never Give Up on a Good Thing»                        | 52  | 16     | 14 |
| 1983 | «Inside Love (So Personal)»                            | 43  | 3      | 57 |
| 1983 | «Lady Love Me (One More Time)»                         | 30  | 21     | 11 |
| 1983 | «Feel Like Makin' Love»                                | —   | —      | 28 |
| 1983 | «In Your Eyes»                                         | —   | —      | 7  |
| 1984 | «Nothing's Gonna Change My Love for You/Late At Night» | —   | —      | —  |
| 1984 | «20/20»                                                | 48  | 15     | 29 |
| 1985 | «Beyond The Sea (La Mer)»                              | —   | —      | 60 |
| 1985 | «I Just Wanna Hang Around You»                         | 102 | 24     | —  |
| 1985 | «New Day»                                              | —   | 87     | —  |
| 1985 | «No One Emotion»                                       | —   | —      | —  |
| 1986 | «Kisses in the Moonlight»                              | —   | 13     | 60 |
| 1986 | «Shiver»                                               | —   | 16     | 19 |
| 1987 | «Teaser»                                               | —   | —      | 45 |
| 1988 | «Let's Do It Again»                                    | —   | 8      | —  |
| 1988 | «Twice the Love»                                       | —   | 23     | —  |
| 1993 | «Kiss and Make Up»                                     | —   | —      | —  |
| 1998 | «Standing Together»                                    | —   | 62     | —  |
| 2004 | «Cell Phone»                                           | —   | —      | —  |
| 2009 | «Living in High Definition»                            | —   | —      | —  |
| 2010 | «Nuthin' But A Party»                                  | —   | —      | —  |

## Цитата
| Ліві лапки | Як на мене, музика зміниться настільки, що я вже не буду сумісний з нею. Багато електронщини мені просто не подобається, ХА-ХА-ХА! Я думаю, що це не має жодного значення. Усе це натякає мені, що я, можливо, вже старію або щось у цьому роді! | Праві лапки |

«NME» — липень 1983.